# St. Walburga (Oudenaarde)

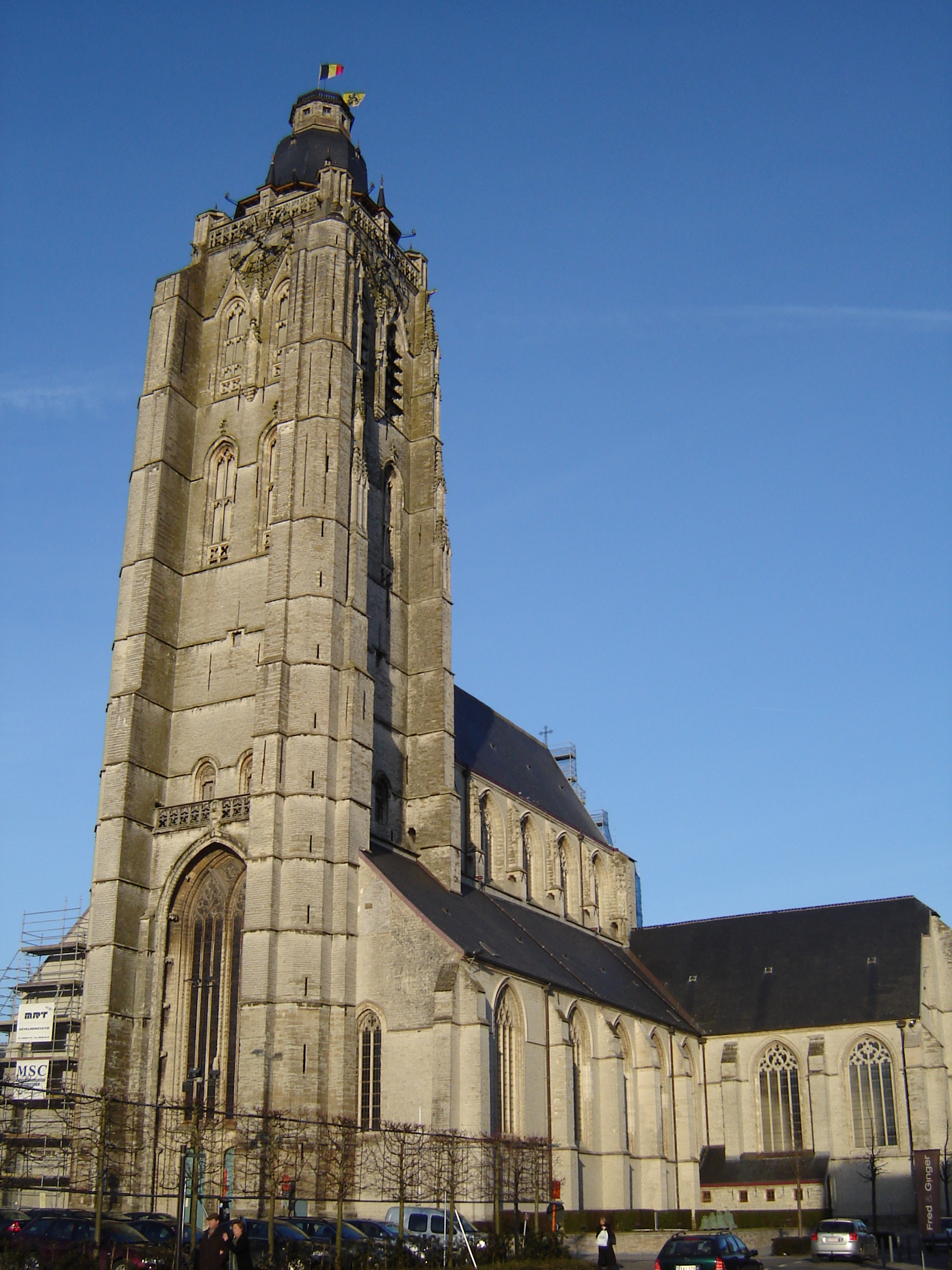
Sint-Walburgakerk (Oudenaarde)

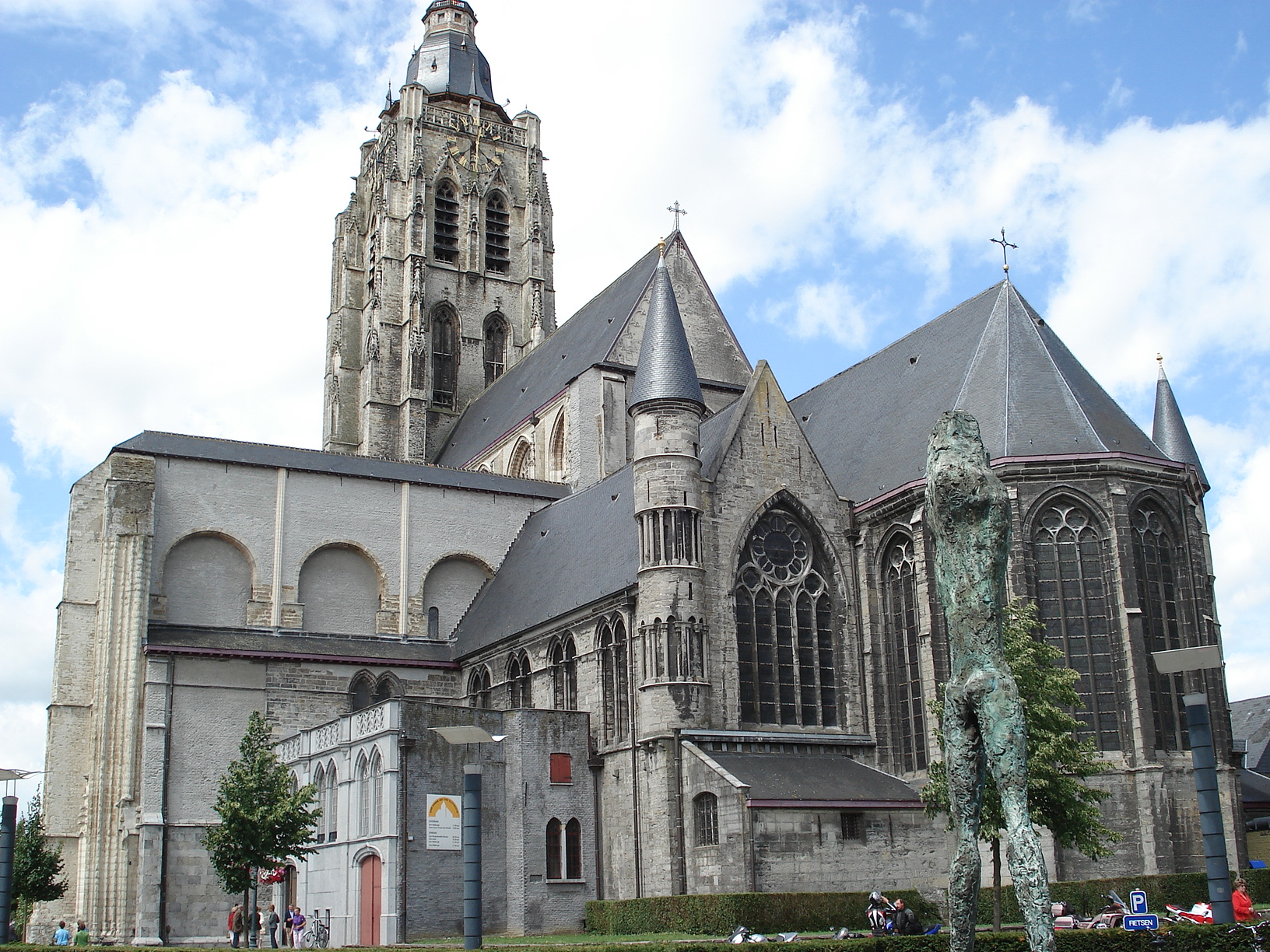
Ostansicht

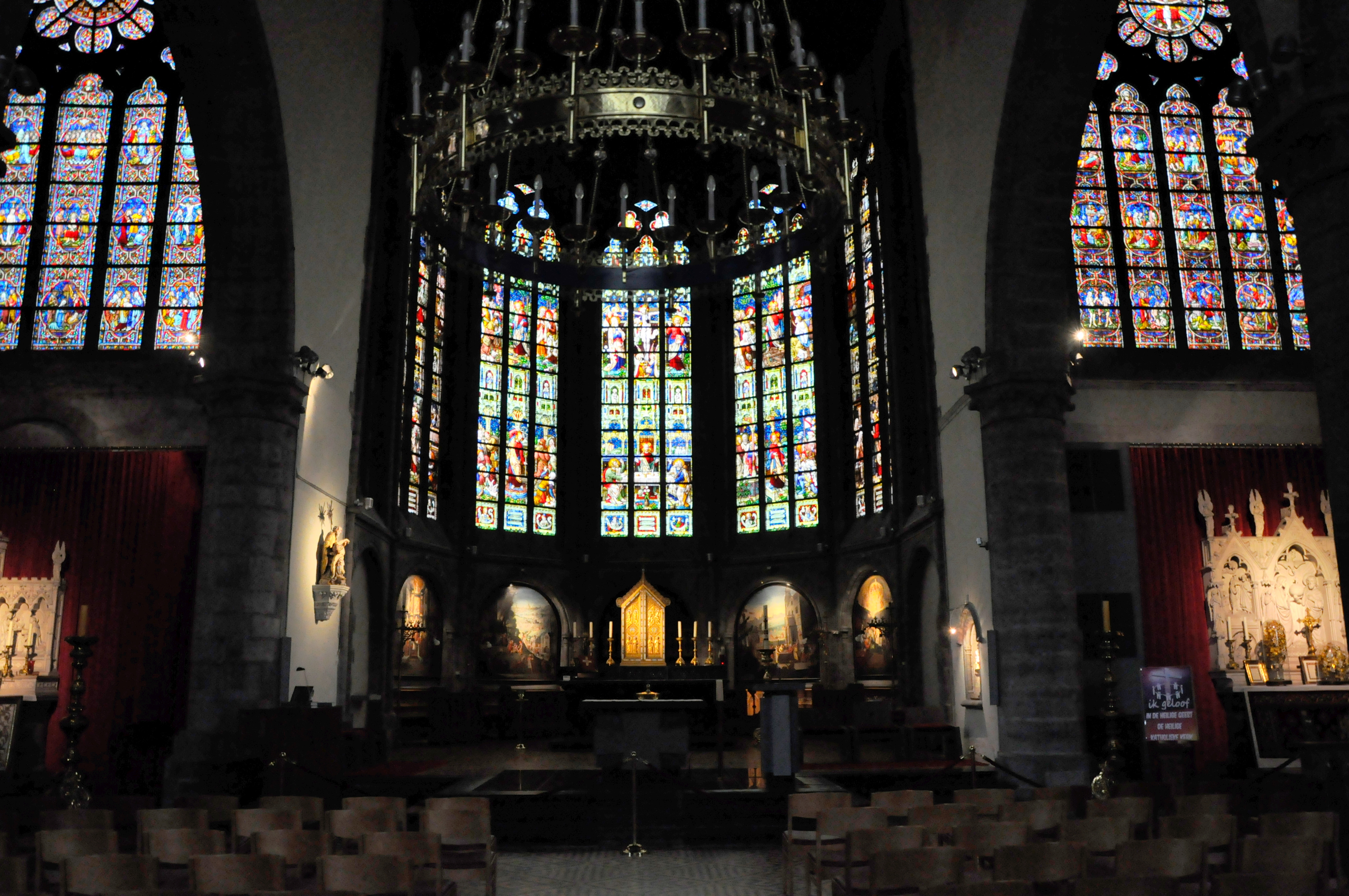
Innenansicht des Chores

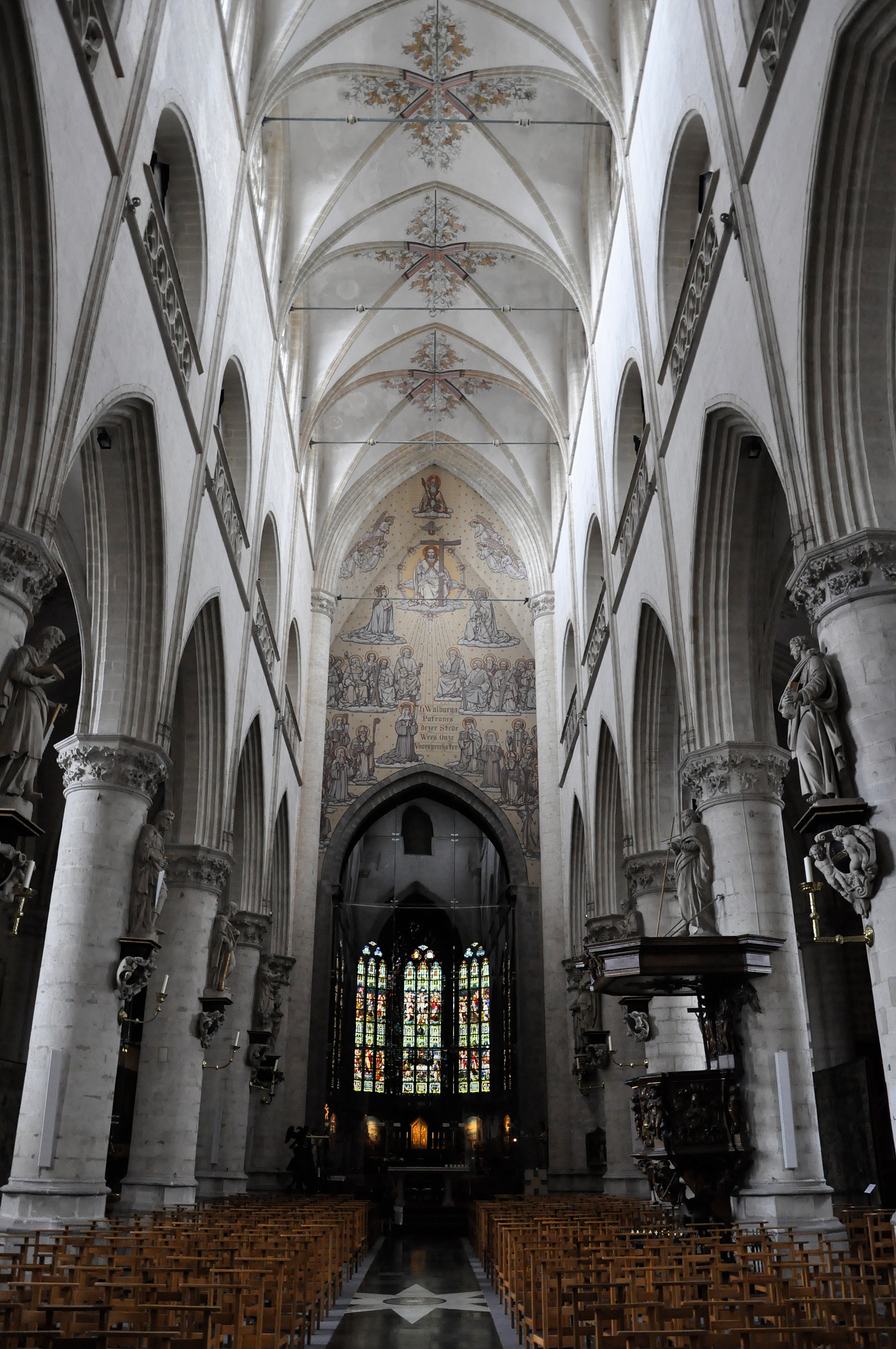
Innenansicht nach Osten

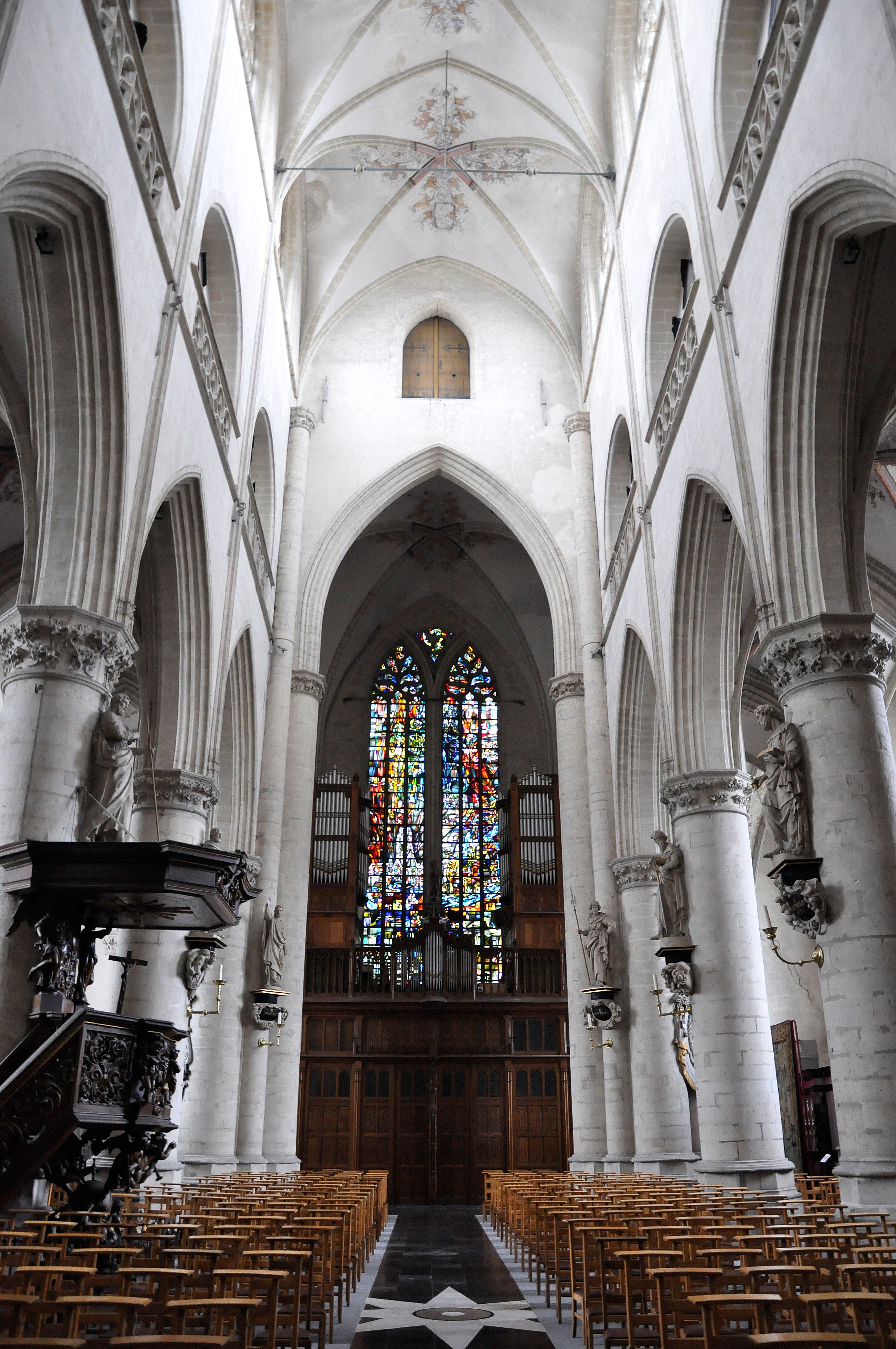
Innenansicht nach Westen

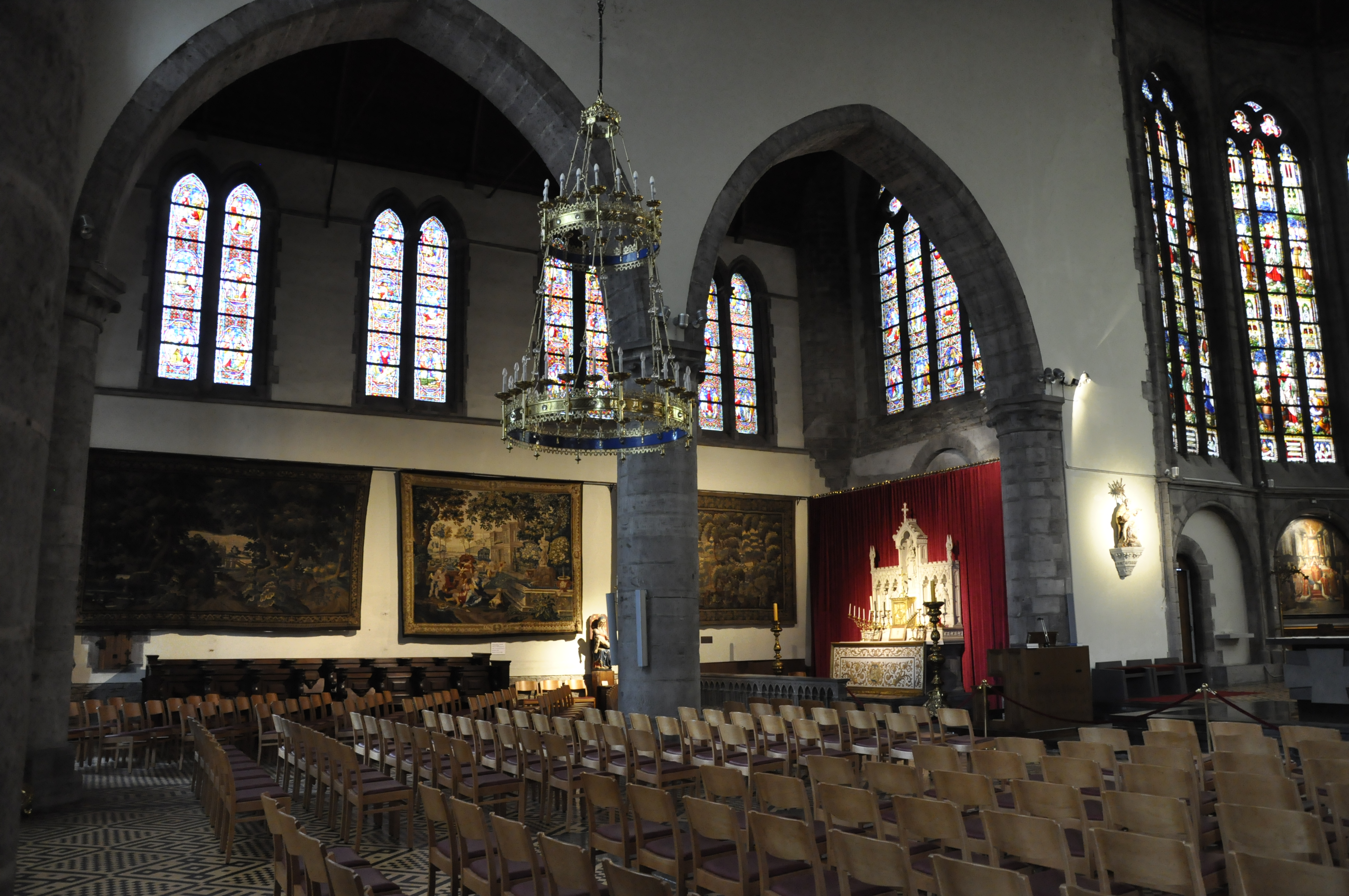
Wandteppiche

Die Stiftskirche St. Walburga (niederländisch Sint-Walburgakerk) ist eine Kirche in der belgischen Stadt Oudenaarde, die der Heiligen Walburga (1498–1624), der Schutzpatronin von Oudenaarde, geweiht ist. Die Ostseite der Kirche ist dem Hauptmarkt zugewandt.
Der Turm der Kirche ist 88 Meter hoch und ein weithin sichtbares Wahrzeichen. Wenn man von Ronse in Richtung Oudenaarde fährt, bildet die Kirche einen Blickpunkt im Panorama.

## Geschichte
Von der frühgotischen Kirche, deren Bau in der ersten Hälfte des 12. Jahrhunderts begann, ist nur noch der Chor aus Tournaier Kalkstein erhalten. Im 15. Jahrhundert wurde beschlossen, die Kirche im Stil der Brabanter Gotik neu zu errichten. Der gotische Turm wird von einem barocken Dach aus dem Jahr 1620 gekrönt, das von dem Künstler und Architekten Simon I. de Pape aus Oudenaarde entworfen wurde. In der Kirche befindet sich unter anderem das Gemälde Die Kreuzabnahme von Simon II de Pape, dem Sohn des Künstler-Architekten Simon de Pape.
Oudenaarde wurde im Jahr 1458 zu einer mittelgroßen Stadt mit 5737 Einwohnern. Mit der renovierten St.-Walburga-Kirche gab sich die Stadt ein neues, standesgemäßes Gesicht. Die Tatsache, dass nur ein Drittel der Pläne für diese Kirche realisiert wurde, zeigt die Hybris von Oudenaarde während dieser großen Zeit.

## Bildersturm
Von der mittelalterlichen Innenausstattung ist nichts erhalten geblieben, alles wurde während des Bildersturms 1566 zerstört. Die heutige Inneneinrichtung ist im barocken und spätbarocken Stil gehalten. Die Kirche ist besonders reich an Skulpturen, polychromen Statuen, Gemälden und Wandteppichen.

## Baugeschichte
St. Walburga ist die Hauptkirche von Oudenaarde. Sie besteht aus zwei Teilen und wurde nie fertiggestellt. Wäre die Kirche fertiggestellt worden, hätte sie bis zur Mitte des Marktplatzes gereicht. Im Inneren sind zwei Bauabschnitte zu erkennen:
- Der Chor aus dem 13. Jahrhundert in früher Scheldegotik ist ein Rest der ursprünglichen Kirche (1150 nach einem Brand 1126 wieder aufgebaut).
- Der Westteil ist im Stil der Brabanter Gotik (15.–16. Jahrhundert) gebaut. Die Baudaten der verschiedenen Teile sind:
  - ca. 1422–1500: Bau des Turmkörpers mit zwei seitlichen Treppentürmen.
  - 1501–1506: Teilabriss der alten Kirche
  - 1506–1513: Bau der neuen Westteils der Kirche, zunächst werden die Pfeiler des Kirchenschiffes gesetzt; 1509 wird das Südschiff mit Kapellen fertiggestellt, 1510 das Nordschiff.
  - Das Gewölbe wird 1514 fertiggestellt.
  - Zwischen 1514 und 1532 schreitet der Bau nur sehr langsam voran und ab 1532 wird die neue Kirche nicht mehr fertiggestellt und beide Bauteile werden miteinander verbunden: Die unfertige Westteil wird mit dem Chor der alten Kirche verbunden, wie an der Außenseite der Kirche St. Walburga zu sehen ist.
- Das barocke Dach aus dem Jahr 1620 auf dem gotischen Turm ist ein Werk des Architekten Simon de Pape. Den Abschluss bildet eine oktogonale Laterne. Die Turmspitze brannte 1804 nach einem Blitzschlag ab. Sie wurde nicht wieder aufgebaut.

## Baumaterial
Die älteren Teile wurden aus Tournai-Stein gebaut, der von der Schelde geliefert wurde, während die neueren Teile aus Balegem-Stein gebaut wurden. Dieser Stein ist durch den sauren Regen schwer beschädigt. Auch im Inneren der Kirche ist die Entwicklung der Bauweise zu erkennen. Auffallend ist der Kontrast zwischen dem dunklen Chor und dem hellen gotischen Kirchenschiff.

## Kriegsschicksal
Während des Ersten Weltkriegs am 1. November 1918 bei der Schlacht an der Schelde wurde die Kirche schwer beschädigt, insbesondere der Turm und der Chor. Alle Kirchen um Oudenaarde westlich der Schelde wurden zerstört: Sint-Walburga in Oudenaarde, Eine, Heurne, Bevere, Moregem, Petegem. Die Glasmalereien sind immer noch nicht wiederhergestellt worden.
Während des Zweiten Weltkrieges wurde die Kirche 1940 erneut beschossen. Der Schaden war eher gering, aber es dauerte bis 1949, bis dieser Schaden vollständig behoben war.

## Orgeln

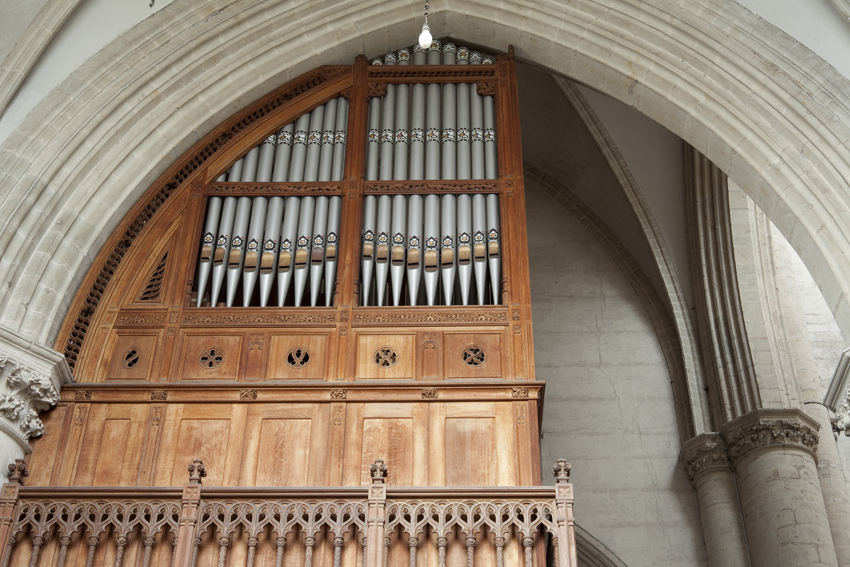
Orgel

Bereits im 15. Jahrhundert ist von einer großen Orgel in der Walburga-Kirche die Rede: 1498 führte Josse de Buus Wartungsarbeiten an der großen Orgel aus. Somit muss es in der gleichen Kirche auch eine kleine Orgel gegeben haben. Um 1542/1543 baute „Meister Cornelis de Moor“ eine neue große Orgel. Diese Orgel wurde mehrmals erneuert, unter anderem von dem berühmten Orgelbauer Pieter Van Peteghem aus Gent im Jahre 1757. Im Jahr 1910 wurde diese Orgel verkauft. Das heutige Instrument stammt aus dem Jahr 1912 und ist ein Werk des Brüsseler Orgelbauers George Cloetens (1871–1949) mit 32 Registern auf drei Manualen und Pedal. Bei der jüngsten Restaurierung (2013) wurde das Orphéal rekonstruiert, ein Zungenregister, das in der Disposition vorgesehen war. Dieses Register kommt in Flandern nur einmal vor. Von diesem Register sind nur zwei weitere Exemplare bekannt (in Viroinval und Kairo).
Seit Februar 2019 besitzt die Walburga-Kirche auch eine Chororgel des Orgelbauers Hendrik Jan Vierdag mit 14 Registern auf zwei Manualen und Pedal in der Winterkirche, die 1963 für die evangelische Stadtteilgemeinde De Ontmoeting in Geuzenveld-Slotermeer, Amsterdam Nieuw-West, gebaut wurde.

## Glockenspiel
Laut der offiziellen Geschichte wurde das erste handgespielte Glockenspiel in Oudenaarde installiert. Im Jahr 1510 liefert ein gewisser Jan van Spiere im Auftrag des Stadtrats „eine Klaviatur im Turm für das Glockenspiel“. Dieses Glockenspiel wurde im Rathaus eingebaut.
Im Jahr 1967 erhielt Oudenaarde sein neues Glockenspiel. Das Instrument besteht aus 49 Glocken, wiegt 15 000 kg und wurde von Petit & Fritsen in Aarle-Rixtel, Niederlande, gegossen.

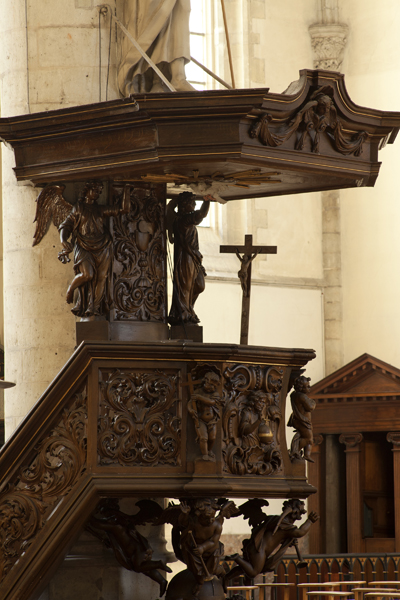
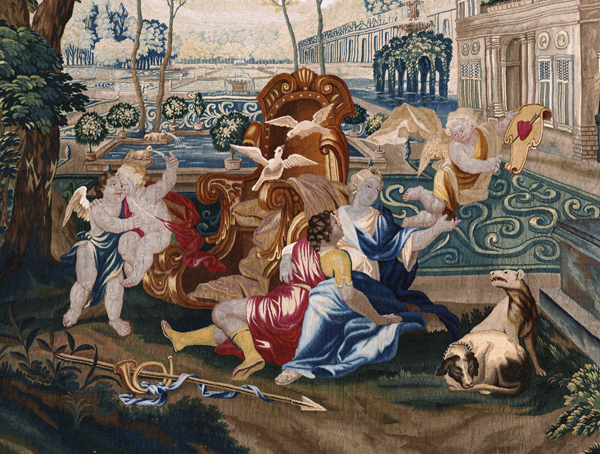
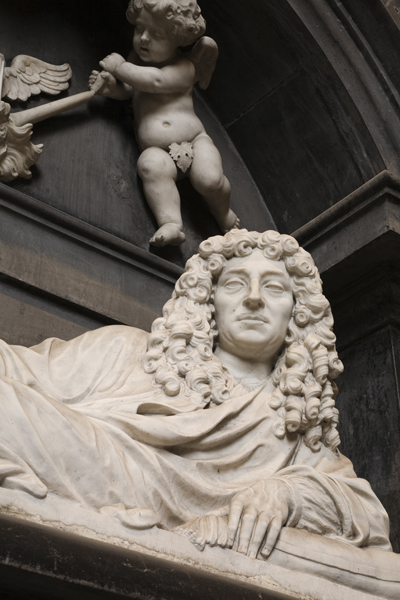
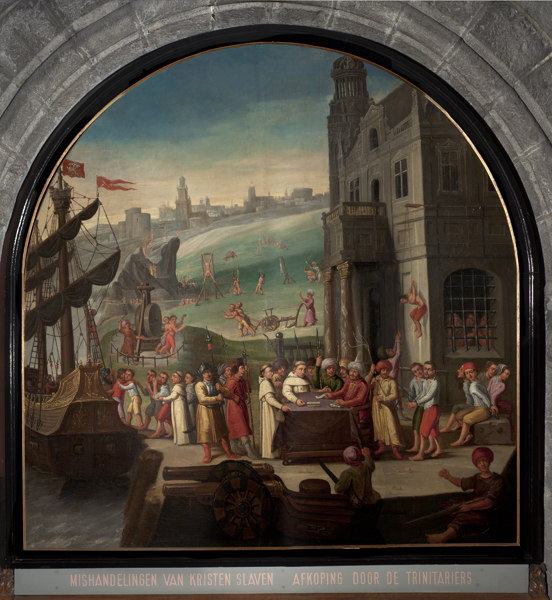
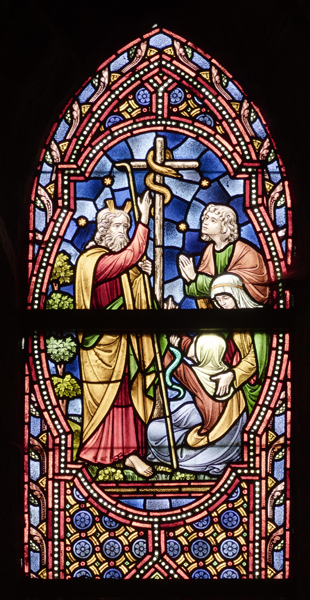